# Vetenskapsåret 1882

## Händelser
- Nikola Tesla får idén till det roterande magnetfältet i en växelströmsmotor och uppfinner asynkronmotorn.

### Antropologi
- 29 juli - Den tre månader långa Brasilianska antropologiska utställningen invigs i Rio de Janeiro, och hålls i Museu Nacional da Universidade Federal do Rio de Janeiro.

### Astronomi
- September - Stora kometen 1882 siktas.[1]

### Kemi
- Okänt datum - Italienske fysikern Luigi Palmieri upptäcker för första gången helium på Jorden, detta genom D3 -spektrallinjerna då han analyserar lava på berget Vesuvius.[2]

### Matematik
- Okänt datum - Ferdinand von Lindemann publicerar sitt påstående att pi (π) är ett transcendent tal.[3][4]

## Pristagare
- Clarkemedaljen: James Dwight Dana, amerikansk mineralog och geolog.
- Copleymedaljen: Arthur Cayley, brittisk matematiker.
- Davymedaljen
  - Dmitrij Mendelejev, rysk kemist.
  - Lothar Meyer, tysk kemist.
- Polhemspriset: Carl Ångström, svensk ingenjör.
- Rumfordmedaljen: William de Wiveleslie Abney, brittisk kemist, astronom och fotograf. [5]
- Wollastonmedaljen: Franz von Hauer, österrikisk geolog.

## Födda
- 2 februari : Joseph Wedderburn (död 1948), brittisk matematiker.
- 14 mars - Wacław Sierpiński (död 1969), polsk matematiker.
- 30 september - Hans Geiger (död 1945), tysk fysiker, uppfinnare av Geigerräknaren.
- 5 oktober - Robert Goddard (död 1945), amerikansk raketingenjör.
- 11 december - Max Born (död 1970), tysk matematiker, fysiker och Nobelpristagare 1954.
- 28 december - Arthur Eddington (död 1944), brittisk astrofysiker.

## Avlidna
- 11 januari - Theodor Schwann (född 1810), tysk fysiolog.
- 19 april - Charles Darwin (född 1809), brittisk geolog och naturforskare.
- 8 september - Joseph Liouville, (född 1809), fransk matematiker.
- 23 september - Friedrich Woehler (född 1800), tysk kemist.
- 20 november - Henry Draper (född 1837), amerikansk läkare och astronom, pionjär inom rymdfotografi..

### Fotnoter
1. ↑  Plummer, William Edward (26 februari 1889). ”The great comet of September 1882”. The Observatory "12":  ss. 140–142. Bibcode: 1889Obs....12..140P.
2. ↑  Stewart, Alfred Walter (2008). Recent Advances in Physical and Inorganic Chemistry. BiblioBazaar, LLC. sid. 201. ISBN 0-554-80513-8. http://books.google.com/?id=pIqhPFfDMXwC&pg=PA201
3. ↑  Lindemann, F. (26 februari 1882). ”Über die Zahl π”. Mathematische Annalen "20":  ss. 213–225. Arkiverad från originalet den 25 maj 2012. https://archive.today/20120525195313/http://www.springerlink.com/content/n109018v5r748073/?p=0e89fa387fd94fd5a05e8abf026400d6&pi=3. Läst 10 april 2011.
4. ↑  Crilly, Tony (2007). 50 Mathematical Ideas you really need to know. London: Quercus. sid. 21. ISBN 978-1-84724-008-8
5. ↑  ”Geological Society”. Arkiverad från originalet den 5 juni 2011. https://web.archive.org/web/20110605102217/http://www.geolsoc.org.uk/gsl/society/history/page750.html. Läst 13 april 2011.